# Jossimar Calvo
Jossimar Calvo Moreno, né le 22 juillet 1994 à Cúcuta, est un gymnaste colombien. En 2015, il devient le premier Colombien à remporter trois médailles d'or lors d'une même édition des Jeux panaméricains. Il est considéré comme le successeur de Jorge Hugo Giraldo en tant que meilleur gymnaste du pays.
Un court-métrage dédié à sa vie ainsi qu'à sa mère fût réalisé par l'Alliance Française de Cúcuta - Colombie.

## Palmarès

### Jeux panaméricains
- Champion à la barre fixe, aux barres parallèles et au cheval d'arçons en 2015.
- 3e par équipes et au concours général individuel en 2015.
- Champion au concours général individuel en 2011.
- Vice-champion à la barre fixe en 2011.

### Jeux sud-américains
- Champion par équipes en 2018.
- Champion au concours général individuel et par équipes en 2014.
- Vice-champion aux barres parallèles en 2014.
- 3e au sol en 2014.